# Micrapate brevipes
Micrapate brevipes är en skalbaggsart som först beskrevs av Pierre Lesne 1899.  Micrapate brevipes ingår i släktet Micrapate och familjen kapuschongbaggar. Inga underarter finns listade i Catalogue of Life.